# Spezielle Kohlenhydrat-Diät
Die Spezielle Kohlenhydrat-Diät (englisch Specific carbohydrate diet (SCD)) ist eine Ernährungsweise, die von Sidney Valentine Haas (1870–1964) vorgeschlagen wurde und die später durch Elaine Gottschall, Mutter eines von Haas’ Patienten, bekannt gemacht wurde. Es wird behauptet, dass durch die Ernährungsweise chronisch-entzündliche Darmerkrankungen geheilt werden können. Dies ist jedoch nicht wissenschaftlich belegt und die Ernährungsweise kann ein Gesundheitsrisiko aufgrund von Mangelernährung darstellen.

## Geschichte
Die SCD wurde von Sidney Valentine Haas (1870–1964) entwickelt als eine Behandlung von Zöliakie und chronisch-entzündlichen Darmerkrankungen wie im englischsprachigen Buch The Management of Celiac Disease beschrieben.
Später wurde sie bekannt durch das Buch Breaking the Vicious Cycle: Intestinal Health Through Diet der Biochemikerin Elaine Gottschall. Das Buch stellt die Ernährungsweise vor und beinhaltet Leitfäden und Rezepte.

## Einzelheiten und Wirksamkeit
Die SCD schränkt die Benutzung von Kohlenhydraten (Disacchariden (Zweifachzuckern) und Polysacchariden (Vielfachzuckern)) ein. Monosaccharide (Einfachzucker) sind erlaubt und Lebensmittel wie Fisch, Käse und Honig sind Teil der SCD.
Verboten hingegen sind u. a. Getreidearten wie Weizen und Roggen, Kartoffeln und laktosehaltige Milchprodukte.
Die Effektivität wird lediglich durch Erfahrungsberichte von Patienten untermauert.
Die Anwendung dieser Ernährungsweise bringt keinen bewiesenen Nutzen, hingegen die Zumutung eines übertriebenen finanziellen Aufwands und potentieller Mangelernährung.
Neuste Erkenntnisse zeigen jedoch, dass eine signifikante Besserung von klinischen und laborchemischen Parametern bei Patienten mit milden oder mittelschweren Symptomen von Colitis Ulcerosa oder Morbus Crohn unter der SCD eintritt. Trotzdem besteht weiterhin Forschungsbedarf, insbesondere unter Einbezug von größeren Patientengruppen, im Hinblick auf die Langzeitwirkungen unter besonderer Berücksichtigung der Gefahr von Nährstoffdefiziten. In jedem Fall sollte eine Therapie nicht unter Eigenregie durchgeführt werden, sondern von einem qualifizierten Arzt oder Ernährungsberater beaufsichtigt werden.
Die Crohn's & Colitis Foundation of America sagt sinngemäß, dass es keinen Beweis dafür gibt, dass eine bestimmte Ernährungsweise oder bestimmtes Essen ein Grund, eine Möglichkeit der Verhinderung oder eine Möglichkeit zur Heilung einer chronisch-entzündlichen Darmerkrankung ist. Auch gibt es nur wenige Studien, die den Zusammenhang zwischen SCD und Morbus Crohn und Colitis ulcerosa untersuchen.